# Пачев, Бекмурза Машевич
Бекмурза Машевич Пачев (кабард.-черк. Пащӏэ Машэ и къуэ Бэчмырзэ; 6 [18] января 1854 — 20 ноября 1936) — кабардино-черкесский советский поэт. Председатель правления и президиума композиторов КБАССР,

## Биография

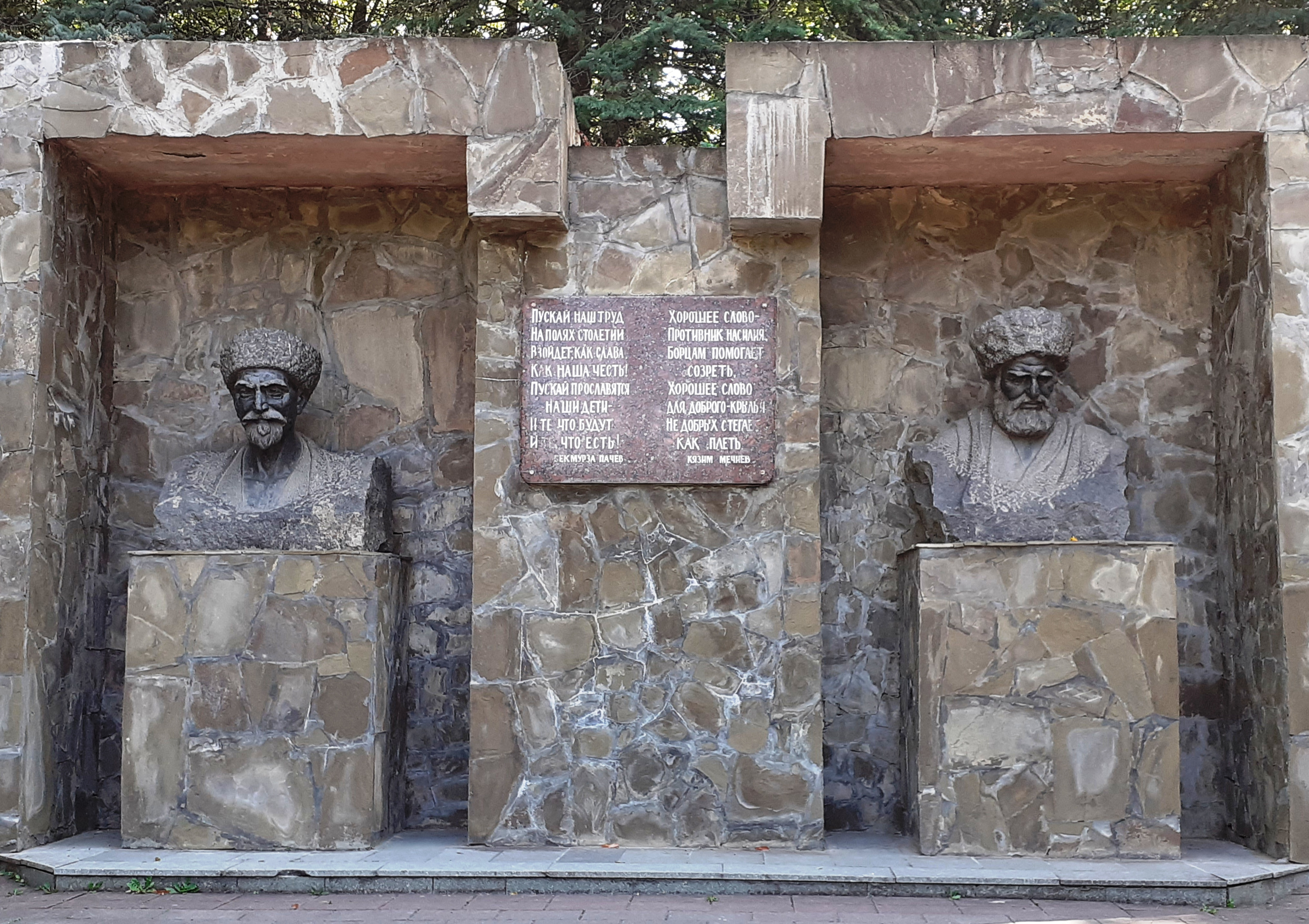
Памятник Пачеву и Мечиеву в Атажукинском саду

Родился в селе Клишбиево в крестьянской семье. Ему рано пришлось испытать беды подневольной крестьянской жизни.
В 1880-х годах используя арабское письмо, написал свои произведения на родном языке.
С 1904 по 1906 год были написаны стихи «Князь», «Княгиня», «Мулла», «Заряжайте ружья», «Старуха», «Песня о Каширгове».
В 1909-10 годах им была написана поэма «Кинжал».
В послереволюционное им были написаны стихи «Терек», «Труд» и др., поэмы «Кабарда» (1935), «Моe слово о Москве» (1925).
Его знаменитые песни — «Песнь об Алихане Каширгове», «Песня Залимгери Керефова», «Плач Нагая», «Песнь Максиды», «Озов Мурат», «Плач Сосруко» и др.
В последние годы жизни им был написан цикл лирических стихов «Моя старушка», «Старость», «Девушка», «Свадебная здравица».
Умер в родовом селе — Нартан.
Также существовали неопубликованные стихи и поэмы Пачева (т. н. «золотой сундук»), которые были найдены Али Шогенцуковым и Алимом Кешоковым в 1938 году и переданы в местный НИИ, где Шогенцуков занимался дешифровкой алфавита, а Кешоков — литературной обработкой. Произведения не были опубликованы из-за произошедшего во время Великой Отечественной войны пожара в НИИ.